# Dentokrithe
Dentokrithe is een geslacht van kreeftachtigen uit de klasse van de Ostracoda (mosselkreeftjes).

## Soorten
- Dentokrithe autochthona (Luebimova & Guha, 1960) Khosla & Haskins, 1980
- Dentokrithe indica (Tewari & Tandon, 1960) Khosla & Haskins, 1980 †
- Dentokrithe strangulata (Deltel, 1963) Ducasse & Rousse, 1990 †